# Jæren

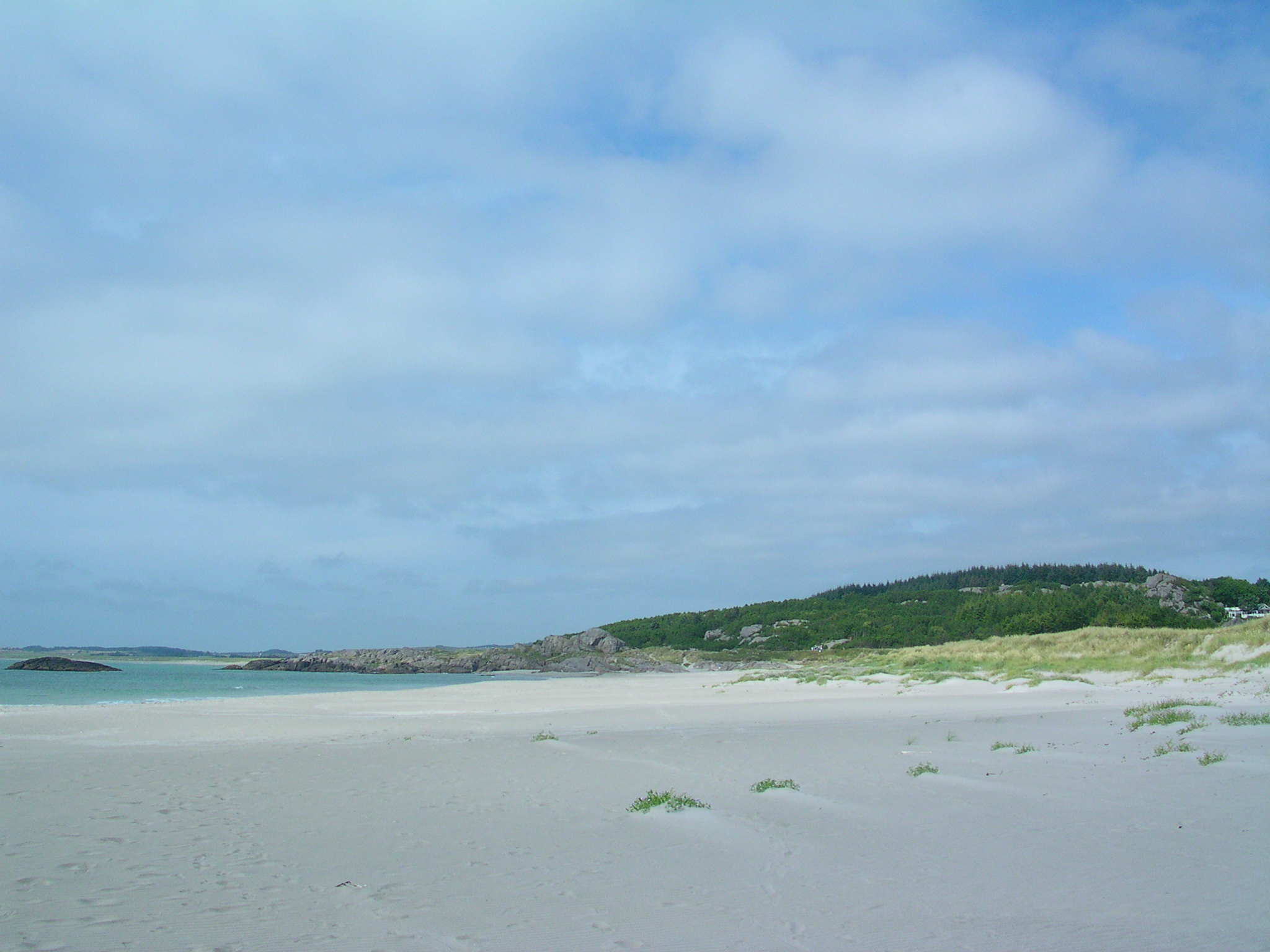
Strand bei Ogna

Rogaland. Sør-Jæren besteht aus den Nummern 7, 11, 23, Nord-Jæren aus den Nummern 14, 16, 19, 20 sowie teilweise 1 und 6.

Jæren ist eine Küstenlandschaft im Südwesten von Norwegen. Sie befindet sich südlich des Boknafjords und nordwestlich der Landschaft Dalane in der Provinz (Fylke) Rogaland. Die Fläche der Landschaft beträgt 1.070 km².
Jæren wird oft in Nord-Jæren (Norden) und Sør-Jæren (Süden) unterteilt. Der Süden besteht aus den Kommunen Klepp (11), Time (23) und Hå (7), im nördlichen Teil liegen die Kommunen Randaberg (14), Stavanger (20), Sola (19) und Sandnes (16) und Teile der Kommunen Bjerkreim (1) und Gjesdal (6).
Jæren ist das größte Flachlandgebiet und eine der landwirtschaftlich bedeutendsten Gegenden Norwegens. Die etwa 65 km lange Küste ist im Wesentlichen flach und hat sandige Strände. Vor dem westlichsten Punkt des Festlands, der Landspitze Revtangen, erstreckt sich fast zwei Seemeilen weit in die Nordsee das Jærens Rev, eine Geröll- und Sandbank, die jahrhundertelang einen Ruf als Schiffsfriedhof hatte.